# Красновские Выселки
 Красновские Выселки  — деревня в городском округе Серебряные Пруды Московской области.

## География
Находится в южной части Московской области на расстоянии приблизительно 10 км на юго-запад по прямой от окружного центра поселка Серебряные Пруды.

## История
Возникла в конце XVIII века как выселки сел Красное и Серебряные Пруды (ныне поселок). В 1858 году 30 дворов, в 1916 — 64. В советское время работал колхоз «По ленинскому пути», совхоз «Серебряные Пруды». В период 2006—2015 годов входила в состав Успенского сельского поселения Серебряно-Прудского района.

## Население
Постоянное население составляло 285 человек (1858 год), 652 (1916), 182 в 2002 году (русские 93 %), 168 в 2010.